# Kulturarsenal Alte Darre

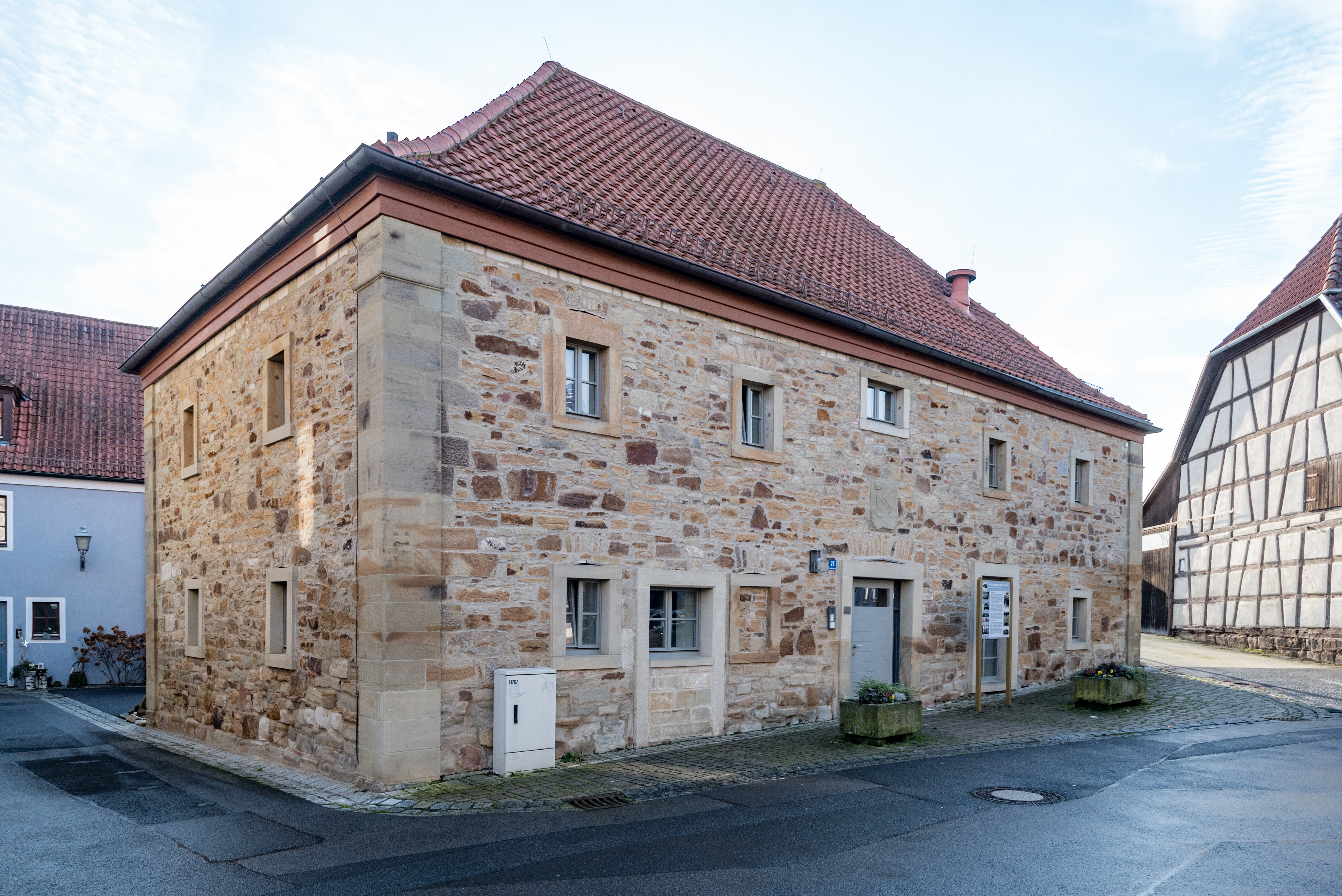
Kulturarsenal Alte Darre

Das Kulturarsenal Alte Darre ist ein Kulturzentrum in Bad Königshofen im Grabfeld.
Das Gebäude war ursprünglich ein Waffenlager der Festung Königshofen, welches auf die Zeit von Julius Echter zurückgeht. 1812 erwarb der Staat das Gebäude und siedelte dort eine Brauerei an. Ab Mitte des 19. Jahrhunderts wurde eine Ofenanlage eingebaut um Malz herzustellen. Als im Jahre 2007 der Einsturz drohte, entschied sich die Stadt sich zur Renovierung und Umnutzung. Die Idee des „Kulturarsenal“ entstand. Die Finanzierung wurde durch den Freistaat Bayern und der EU unterstützt. So entstand ein Kultur und Eventzentrum, welches zu unterschiedlichen Veranstaltungen genutzt wird. So zum Beispiel Vorträge, Konzerte, Ausstellungen. Auch der Rhönklub oder der Verein für Heimatgeschichte nutzen die Alte Darre als Vereinsheim. Das Gebäude steht auf der Liste der Baudenkmäler in Bad Königshofen im Grabfeld.